# 2015-ös WTCC marokkói nagydíj
A 2015-ös WTCC marokkói nagydíj volt a 2015-ös túraautó-világbajnokság második fordulója. 2015. április 19-én rendezték meg a Marrakech Street Circuit-on, Marokkóban.

## Időmérő
| Poz. | #  | Versenyző           | Csapat                | Autó                    | Kat. | 1. rész  | 2. rész  | 3. rész         | Pont |
| ---- | -- | ------------------- | --------------------- | ----------------------- | ---- | -------- | -------- | --------------- | ---- |
| 1    | 37 | José María López    | Citroën Total WTCC    | Citroën C-Elysée WTCC   |      | 1:43,845 | 1:43,393 | 1:43,854        | 5    |
| 2    | 25 | Mehdi Bennani       | Sébastien Loeb Racing | Citroën C-Elysée WTCC   | Y    | 1:44,648 | 1:43,987 | 1:44,109        | 4    |
| 3    | 33 | Ma Csing-hua        | Citroën Total WTCC    | Citroën C-Elysée WTCC   |      | 1:43,652 | 1:43,971 | 1:44,582        | 3    |
| 4    | 7  | Hugo Valente        | Campos Racing         | Chevrolet RML Cruze TC1 | Y    | 1:44,378 | 1:43,882 | nem futott kört | 2    |
| 5    | 3  | Tom Chilton         | ROAL Motorsport       | Chevrolet RML Cruze TC1 | Y    | 1:44,559 | 1:44,062 | nem futott kört | 1    |
| 6    | 5  | Michelisz Norbert   | Zengő Motorsport      | Honda Civic WTCC        | Y    | 1:44,472 | 1:44,102 |                 |      |
| 7    | 18 | Tiago Monteiro      | Honda Racing Team JAS | Honda Civic WTCC        |      | 1:44,250 | 1:44,118 |                 |      |
| 8    | 9  | Sébastien Loeb      | Citroën Total WTCC    | Citroën C-Elysée WTCC   |      | 1:44,185 | 1:44,150 |                 |      |
| 9    | 4  | Tom Coronel         | ROAL Motorsport       | Chevrolet RML Cruze TC1 | Y    | 1:44,539 | 1:44,177 |                 |      |
| 10   | 68 | Yvan Muller         | Citroën Total WTCC    | Citroën C-Elysée WTCC   |      | 1:43,844 | 1:44,185 |                 |      |
| 11   | 2  | Gabriele Tarquini   | Honda Racing Team JAS | Honda Civic WTCC        |      | 1:44,339 | 1:44,313 |                 |      |
| 12   | 26 | Stefano D'Aste      | Münnich Motorsport    | Chevrolet RML Cruze TC1 | Y    | 1:44,716 | 1:44,573 |                 |      |
| 13   | 12 | Robert Huff         | Lada Sport Rosneft    | Lada Vesta WTCC         |      | 1:44,834 |          |                 |      |
| 14   | 98 | Dušan Borković      | Proteam Racing        | Honda Civic WTCC        | Y    | 1:45,087 |          |                 |      |
| 15   | 27 | John Filippi        | Campos Racing         | Chevrolet RML Cruze TC1 | Y    | 1:45,773 |          |                 |      |
| 16   | 15 | James Thompson      | Lada Sport Rosneft    | Lada Vesta WTCC         |      | 1:46,113 |          |                 |      |
| 17   | 11 | Grégoire Demoustier | Craft Bamboo Racing   | Chevrolet RML Cruze TC1 | Y    | 1:46,261 |          |                 |      |
| 18   | 14 | Mikhail Kozlovskiy  | Lada Sport Rosneft    | Lada Vesta WTCC         |      | 1:46,407 |          |                 |      |

## Első verseny
| Poz. | #  | Versenyző           | Csapat                | Gyártó    | Idő/Különbség | Pont |
| ---- | -- | ------------------- | --------------------- | --------- | ------------- | ---- |
| 1.   | 37 | José María López    | Citroën Total WTCC    | Citroën   | 24:31,802     | 25   |
| 2.   | 33 | Ma Csing-hua        | Citroën Total WTCC    | Citroën   | + 0,942       | 18   |
| 3.   | 9  | Sébastien Loeb      | Citroën Total WTCC    | Citroën   | + 4,492       | 15   |
| 4.   | 25 | Mehdi Bennani       | Sébastien Loeb Racing | Citroën   | + 5,405       | 12   |
| 5.   | 68 | Yvan Muller         | Citroën Total WTCC    | Citroën   | + 21,617      | 10   |
| 6.   | 18 | Tiago Monteiro      | Honda Racing Team JAS | Honda     | + 22,986      | 8    |
| 7.   | 2  | Gabriele Tarquini   | Honda Racing Team JAS | Honda     | + 23,410      | 6    |
| 8.   | 5  | Michelisz Norbert   | Zengő Motorsport      | Honda     | + 24,799      | 4    |
| 9.   | 26 | Stefano D’Aste      | Münnich Motorsport    | Chevrolet | + 26,904      | 2    |
| 10.  | 12 | Rob Huff            | Lada Sport Rosneft    | Lada      | + 35,044      | 1    |
|      |    |                     |                       |           |               |      |
| 11.  | 15 | James Thompson      | Lada Sport Rosneft    | Lada      | + 45,222      |      |
| 12.  | 14 | Mihail Kozlovszkij  | Lada Sport Rosneft    | Lada      | + 53,650      |      |
| 13.  | 27 | John Filippi        | Campos Racing         | Chevrolet | + 54,397      |      |
| 14.  | 3  | Tom Chilton         | ROAL Motorsport       | Chevrolet | + 1:00,552    |      |
| 15.  | 7  | Hugo Valente        | Campos Racing         | Chevrolet | + 1 kör       |      |
| ki   | 11 | Grégoire Demoustier | Craft Bamboo Racing   | Chevrolet | Kiesett       |      |
| ki   | 4  | Tom Coronel         | ROAL Motorsport       | Chevrolet | Kiesett       |      |
| ni   | 98 | Dušan Borković      | Proteam Racing        | Honda     | Nem indult    |      |

## Második verseny
| Poz. | #  | Versenyző           | Csapat                | Gyártó    | Idő/Különbség | Pont |
| ---- | -- | ------------------- | --------------------- | --------- | ------------- | ---- |
| 1.   | 68 | Yvan Muller         | Citroën Total WTCC    | Citroën   | 24:22:255     | 25   |
| 2.   | 9  | Sébastien Loeb      | Citroën Total WTCC    | Citroën   | + 0,552       | 18   |
| 3.   | 37 | José María López    | Citroën Total WTCC    | Citroën   | + 18,113      | 15   |
| 4.   | 3  | Tom Chilton         | ROAL Motorsport       | Chevrolet | + 22,754      | 12   |
| 5.   | 2  | Gabriele Tarquini   | Honda Racing Team JAS | Honda     | + 39,496      | 10   |
| 6.   | 26 | Stefano D'Aste      | Münnich Motorsport    | Chevrolet | + 40,215      | 8    |
| 7.   | 15 | James Thompson      | Lada Sport Rosneft    | Lada      | + 54,634      | 6    |
| 8.   | 27 | John Filippi        | Campos Racing         | Chevrolet | + 55,245      | 4    |
| 9.   | 7  | Hugo Valente        | Campos Racing         | Chevrolet | + 56,490      | 2    |
| 10.  | 33 | Ma Csing-hua        | Citroën Total WTCC    | Citroën   | + 59,952      | 1    |
|      |    |                     |                       |           |               |      |
| 11.  | 5  | Michelisz Norbert   | Zengő Motorsport      | Honda     | + 1:07,677    |      |
| 12.  | 25 | Mehdi Bennani       | Sébastien Loeb        | Citroën   | + 1:10,653    |      |
| ki   | 11 | Grégoire Demoustier | Craft Bamboo Racing   | Chevrolet | Kiesett       |      |
| ki   | 12 | Rob Huff            | Lada Sport Rosneft    | Lada      | Kiesett       |      |
| ki   | 18 | Tiago Monteiro      | Honda Racing Team JAS | Honda     | Kiesett       |      |
| ki   | 4  | Tom Coronel         | ROAL Motorsport       | Chevrolet | Kiesett       |      |
| ki   | 14 | Mihail Kozlovszkij  | Lada Sport Rosneft    | Lada      | Kiesett       |      |
| ni   | 98 | Dušan Borković      | Proteam Racing        | Honda     | Nem indult    |      |

## A világbajnokság élmezőnyének állása a verseny után
(Teljes táblázat)
| H  | Versenyzők        | Pont | H  | Yokohama kupa     | Pont | H  | Konstruktőrök | Pont |
| -- | ----------------- | ---- | -- | ----------------- | ---- | -- | ------------- | ---- |
| 1. | José María López  | 93   | 1. | Mehdi Bennani     | 31   | 1. | Citroën       | 190  |
| 2. | Sébastien Loeb    | 76   | 2. | Michelisz Norbert | 30   | 2. | Honda         | 116  |
| 3. | Yvan Muller       | 57   | 3. | Tom Chilton       | 29   | 3. | Lada          | 32   |
| 4. | Ma Csing-hua      | 38   | 4. | Stefano D'Aste    | 20   | 4. |               |      |
| 5. | Gabriele Tarquini | 38   | 5. | John Filippi      | 15   | 5. |               |      |

- Jegyzet: Csak az első 5 helyezett van feltüntetve mindkét táblázatban.

## Külső hivatkozások
- Hivatalos nevezési lista
- Az időmérő eredménye
- Az első futam eredménye
- A második futam eredménye